# Idiophthalma suspecta
Espèce
Idiophthalma suspecta est une espèce d'araignées mygalomorphes de la famille des Barychelidae.

## Distribution
Cette espèce est endémique de Colombie.

## Publication originale
- O. Pickard-Cambridge, 1877 : On some new genera and species of Araneidea. Annals and Magazine of Natural History, sér. 4, vol. 19, p. 26-39 (texte intégral).